# 10242 Wasserkuppe
10242 Wasserkuppe eller 2808 P-L är en asteroid i huvudbältet som upptäcktes den 24 september 1960 av den nederländsk-amerikanske astronomen Tom Gehrels och det nederländska astronomparet Ingrid van Houten-Groeneveld och Cornelis Johannes van Houten vid Palomarobservatoriet. Den är uppkallad efter berget Wasserkuppe.
Den tillhör asteroidgruppen Nysa.